# Karrantza Harana/Valle de Carranza
Karrantza Harana/Valle de Carranza (baskisch: Karrantza Harana; spanisch Valle de Carranza) ist eine Gemeinde mit 2.711 Einwohnern (Stand: 2024) in der Provinz Bizkaia in der Autonomen Gemeinschaft Baskenland im Norden Spaniens.

## Gemeindegliederung
Die Gemeinde besteht neben dem Hauptort Concha aus den Ortschaften Ambasaguas, Soscaño und El Callejo. Weitere Weiler sind:
- Ahedo
- Aldeacueva
- Biáñez
- Bernales
- Bollain
- Bustillo de Sierra
- Cezura
- El Suceso
- Herboso
- El Cuadro
- La Cadena
- La Calera del Prado
- La Cerca
- La Herrán
- La Lama
- La Tejera
- Lanzas Agudas
- Las Bárcenas
- Las Llamas
- Las Torcachas
- Los Lombanos
- Llano
- Manzaneda de Biáñez
- Manzaneda de Sierra
- Matienzo
- Molinar
- Montañán
- Otides
- Pando
- Paules
- Ranero
- Rioseco
- Salviejo
- Sancides
- San Ciprián
- San Esteban
- Sangrices
- Santecilla
- Sierra
- Trespalacio
- Treto
- Valnera

## Lage
Karrantza Harana befindet sich etwa 50 km westlich von Bilbao im Tal des Río Carranza in einer Höhe von ca. 160 m.

## Bevölkerungsentwicklung
| Jahr      | 1950 | 1970 | 1981 | 1991 | 2001 | 2011 | 2021 |
| Einwohner | 4687 | 3953 | 3392 | 3173 | 2980 | 2794 | 2759 |

## Sehenswürdigkeiten
- Höhle von Pozalagua (Cueva de Pozalagua)
- Bartholomäuskirche (Iglesia de San Bartolomé)
- Haus im Jugendstil in La Tejera, Architekt: Jean Batiste Darroquy
- Rathaus

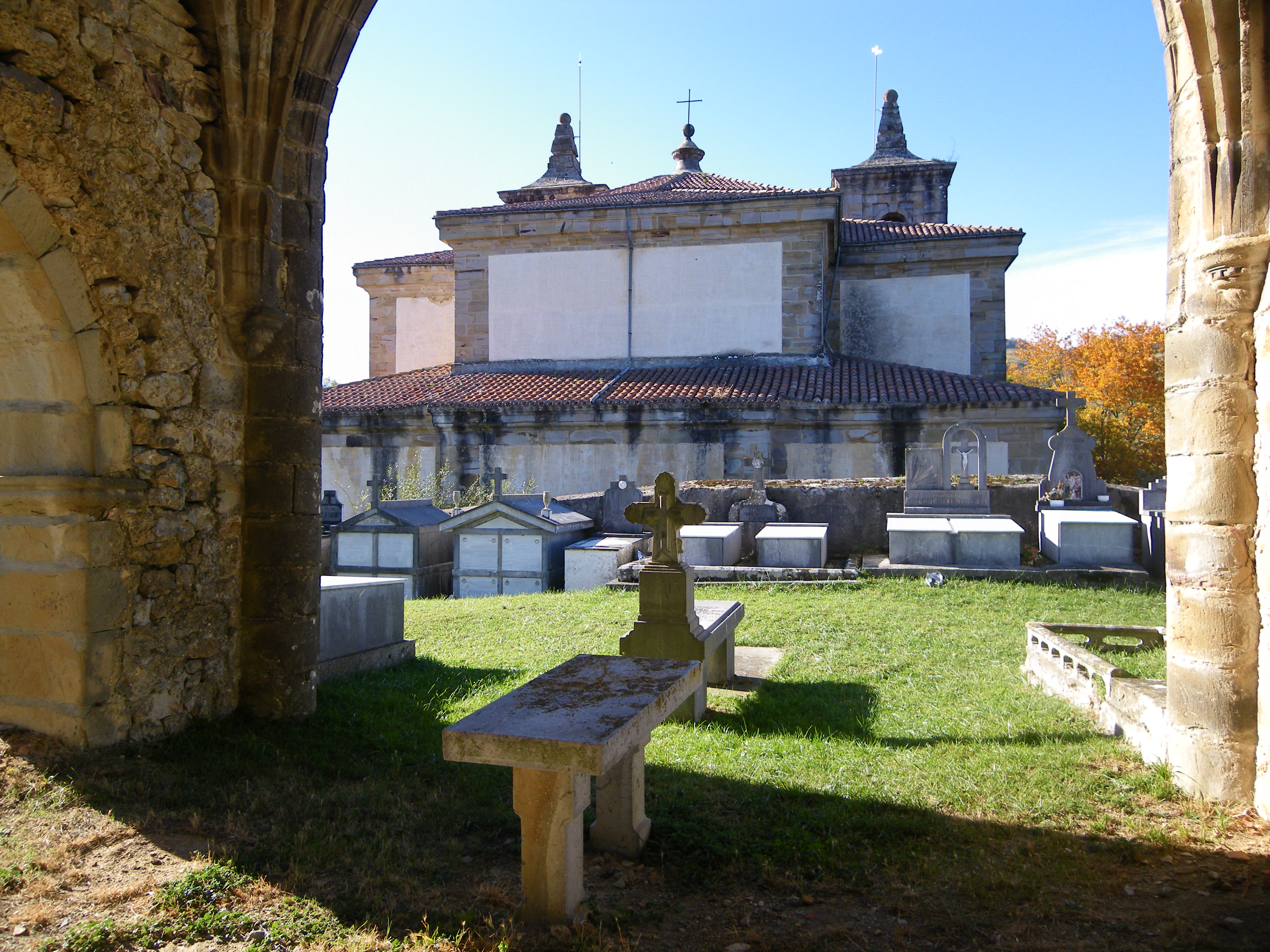
Bartholomäuskirche
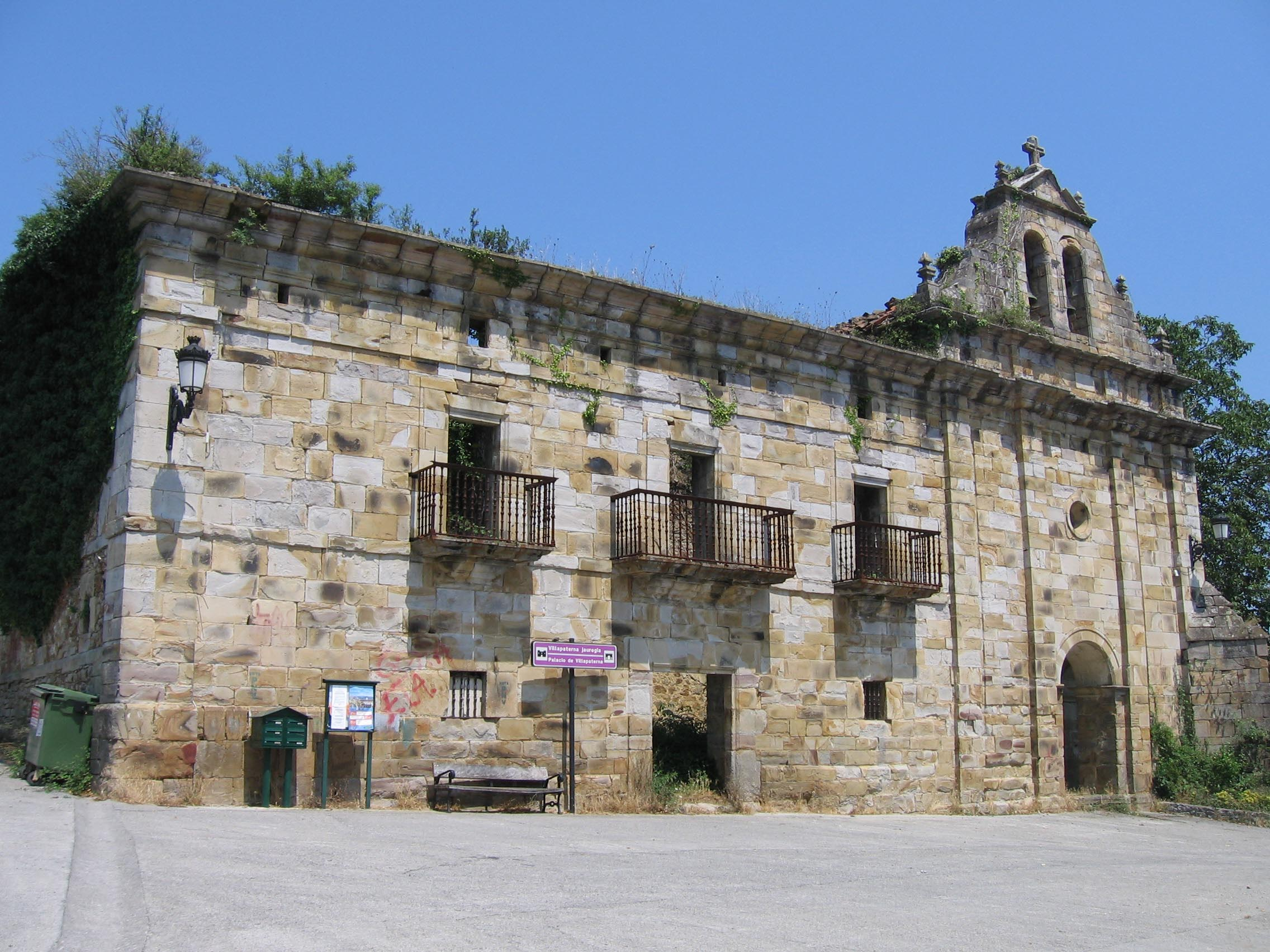
Kapelle von La Lama
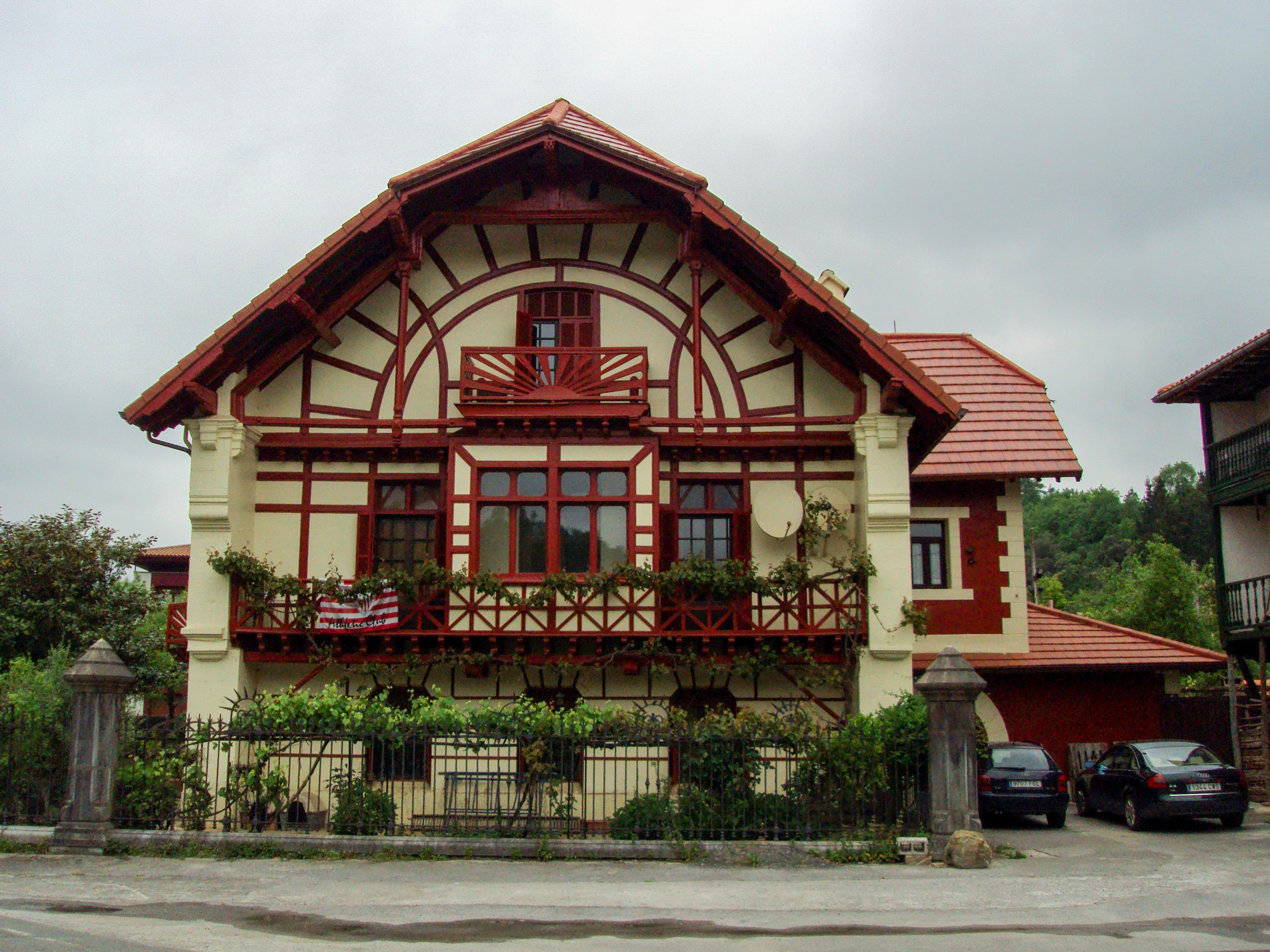
Haus von Darroquy
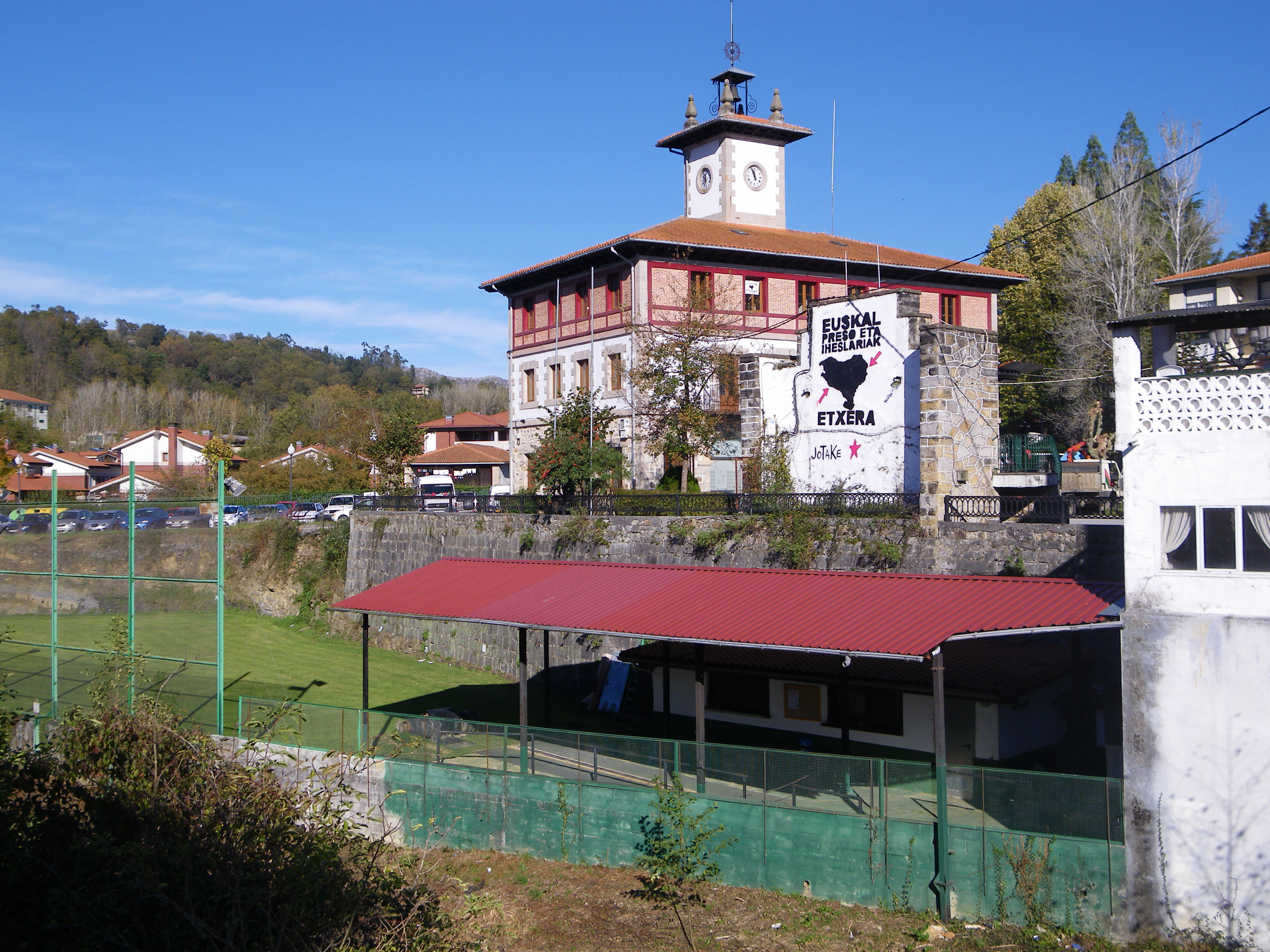
Rathaus